# Durango Daboxtha
Durango Daboxtha är en ort i Mexiko.   Den ligger i kommunen Cardonal och delstaten Hidalgo, i den sydöstra delen av landet, 120 km norr om huvudstaden Mexico City. Durango Daboxtha ligger 2 013 meter över havet och antalet invånare är 610.
Terrängen runt Durango Daboxtha är kuperad. Runt Durango Daboxtha är det ganska tätbefolkat, med 120 invånare per kvadratkilometer. Närmaste större samhälle är Ixmiquilpan, 17,1 km väster om Durango Daboxtha. Omgivningarna runt Durango Daboxtha är i huvudsak ett öppet busklandskap.